# Harald Hardrada
Pour les articles homonymes, voir Harald.
Harald Hardrada, Harald Sigurdsson ou Harald III (vers 1015 ou 1016 – 25 septembre 1066) est roi de Norvège de 1046 à sa mort. Son surnom (Hardråde en norvégien, harðráði en vieux norrois) signifie « au commandement dur », ce qui est souvent traduit par « l'Impitoyable » ou « le Sévère ». D'autres surnoms, plus poétiques, lui ont été ultérieurement donnés, tels que « l'Éclair du Nord » ou « le dernier des Vikings ».
Fils d'un roitelet du Ringerike et demi-frère utérin du roi norvégien Olaf Haraldsson, Harald est contraint de s'exiler après la défaite d'Olaf à Stiklestad, en 1030. Il se réfugie d'abord en Rus' de Kiev, puis à Constantinople où il devient chef de la garde varangienne. De retour en Norvège en 1046, il s'allie avec le roi danois Sven Estridsen contre le nouveau souverain de la Norvège, Magnus le Bon, qui accepte de partager le pouvoir avec Harald en échange de l'abandon de l'alliance avec Sven. Magnus meurt l'année suivante, laissant Harald seul roi de Norvège.
Le règne de Harald est marqué par un renforcement brutal de l'autorité royale et plusieurs campagnes navales contre le Danemark, qu'il s'efforce en vain de conquérir. En 1066, il fait partie des candidats à la succession du trône d'Angleterre. Son invasion du Yorkshire est d'abord couronnée de succès, mais elle connaît un terme prématuré à Stamford Bridge, où Harald trouve la mort en affrontant Harold Godwinson.

## Biographie

### Jeunesse
- Harald à la Belle Chevelure + Snøfrid*
  - Sigurd Rise (no)*
    - Halfdan de Hadafylke*
      - Sigurd Syr + Åsta
        - Harald Hardrada

Un astérisque signale les personnages dont l'existence est remise en question par les historiens modernes.
Harald voit le jour dans le Ringerike en 1015 ou 1016,. Il est le troisième fils d'Åsta Gudbrandsdatter par son second mari, Sigurd Syr, un roitelet du Ringerike qui compte parmi les plus importants et les plus riches seigneurs de la région. Par sa mère, Harald est le demi-frère d'Olaf Haraldsson, qui devient roi de Norvège en 1015. Il fait preuve très jeune de grandes ambitions, ce en quoi il se distingue de son père et de ses frères, de tempérament plus terre-à-terre.
D'après les sagas islandaises, en particulier la Heimskringla rédigée au début du XIIIe siècle par Snorri Sturluson, Harald est un descendant d'Harald à la Belle Chevelure par son père, comme l'est Olaf par son propre père Harald Grenske. En effet, d'après Snorri, Sigurd Syr serait le fils de Halfdan de Hadafylke, fils de Sigurd Rise, fils de Harald. La plupart des historiens considèrent que ce lignage est une invention ultérieure, liée au contexte politique et social de l'époque de la rédaction des sagas, plusieurs siècles après la mort de Harald Hardrada. Cette prestigieuse ascendance n'est jamais mentionnée du vivant de Harald, alors qu'elle aurait constitué un argument de poids en faveur de ses prétentions au trône de Norvège.

Olaf est chassé de son royaume par une révolte en 1028 et Knut le Grand, déjà roi de Danemark et d'Angleterre, ceint la couronne de Norvège. Olaf rentre en Norvège en 1030 afin de reconquérir le trône. En apprenant l'arrivée de son demi-frère, Harald, alors âgé d'une quinzaine d'années, rassemble six cents hommes avant de le rejoindre. Le 29 juillet 1030, l'armée d'Olaf affronte celle des nobles et paysans norvégiens fidèles à Knut à la bataille de Stiklestad, dans le Trøndelag. Harald se distingue sur le champ de bataille, mais il est grièvement blessé, tandis que son frère trouve la mort, ce qui permet à Knut de conserver le trône norvégien. 

### L'exil chez les Slaves et les Byzantins
Après la défaite de Stiklestad, Harald parvient à s'enfuir jusqu'à une ferme isolée de l'Est de la Norvège avec l'aide de Rognvald Brusason. Il y séjourne le temps de soigner ses blessures, puis repart vers le nord et entre en Suède. En 1031, il arrive en Rus' de Kiev, où il séjourne probablement quelque temps à Staraïa Ladoga. Le grand-prince Iaroslav le Sage, dont la femme est une lointaine parente de Harald, réserve un accueil chaleureux au prince exilé et à ses fidèles,. En manque de chefs militaires, il reconnaît les capacités du jeune homme et le nomme capitaine de ses troupes. Harald participe ainsi à une campagne contre les Polonais en 1031, et il est possible qu'il ait également combattu d'autres adversaires de la principauté de Kiev, comme les Tchoudes d'Estonie, l'Empire byzantin ou les Petchénègues et autres nomades des steppes.

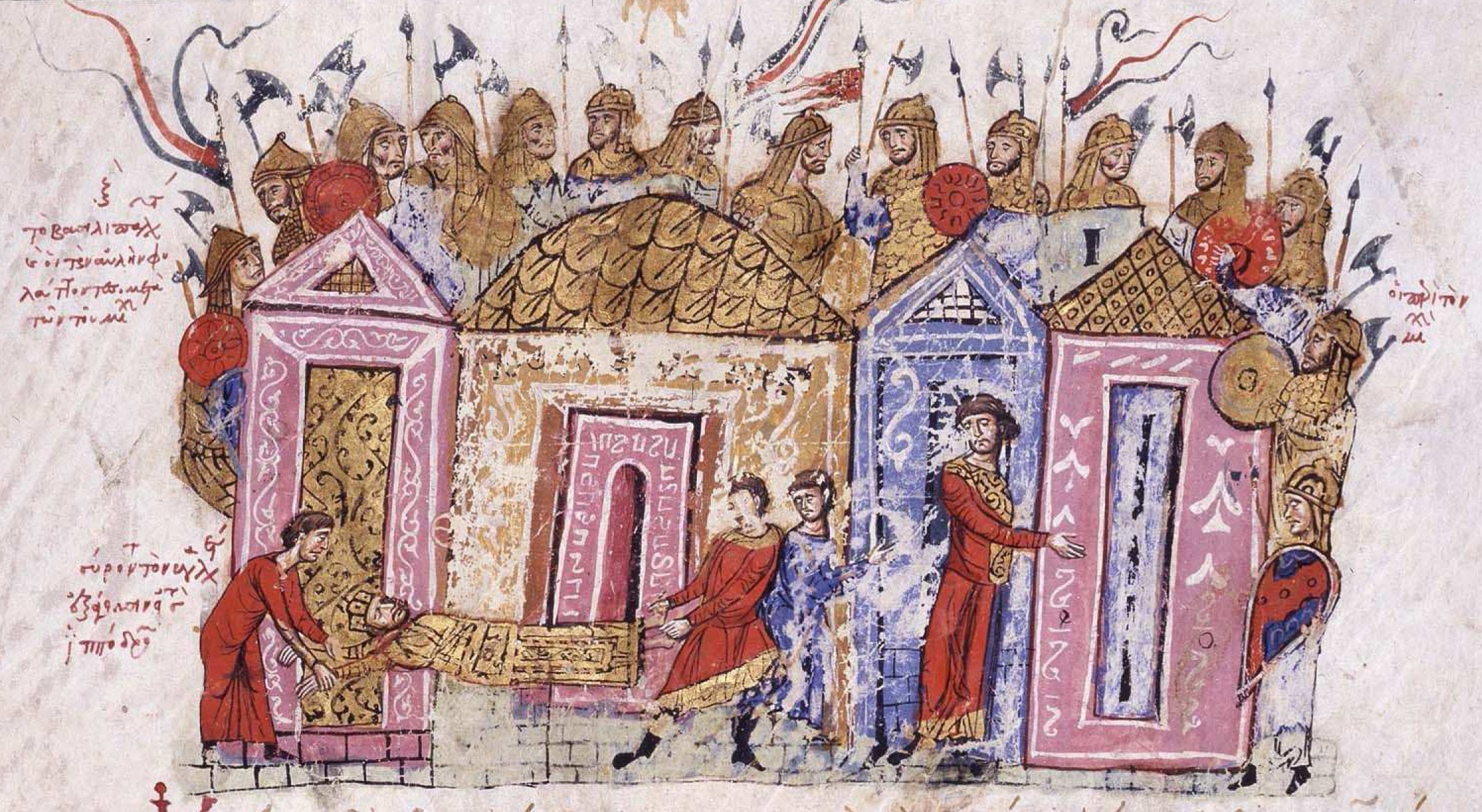
La garde varangienne dans le manuscrit de Madrid de la Chronique de Jean Skylitzès.

C'est probablement en 1033 ou 1034 que Harald et ses hommes se rendent à Constantinople, la capitale de l'Empire byzantin, pour rejoindre la garde varangienne. Bien qu'elle soit censée former la garde rapprochée de l'empereur, la garde varangienne participe à des conflits aux quatre coins de l'empire. Ainsi, Harald commence par affronter des pirates arabes en Méditerranée avant de tomber sur les villes d'Anatolie les ayant soutenus. Il participe à des campagnes jusqu'à l'Euphrate lors desquelles, d'après le scalde Þjóðólfr Arnórsson (en), il contribue à la prise de quatre-vingts forteresses arabes,. Les sagas rapportent que Harald se rend ensuite à Jérusalem et combat dans la région, mais la position chronologique de ce voyage dans sa vie est incertaine. Il serait plus vraisemblable qu'il ait eu lieu après le traité de paix conclu entre l'empereur Michel IV et le calife fatimide Al-Mustansir Billah en 1036. Dans ce cas, Harald est peut-être chargé d'escorter des pèlerins jusqu'à Jérusalem et les batailles mentionnées dans les sagas l'opposent à des brigands locaux,.
En 1038, la garde varangienne participe à une expédition byzantine en Sicile. Menée par Georges Maniakès, elle a pour objectif la reconquête de l'émirat de Sicile. Harald côtoie à cette occasion des mercenaires normands tels que Guillaume Bras-de-Fer et Snorri Sturluson rapporte qu'il s'empare de quatre villes de l'île,. Au terme de cette expédition, en 1041, une révolte éclate dans le Sud de l'Italie et les Varègues sont envoyés la mater. Aux côtés du catépan Michel Dokeianos, Harald remporte d'abord plusieurs succès, mais les Lombards et les Normands, conduits par Guillaume Bras-de-Fer, remportent des victoires décisives à l'Olivento en mars, puis à Montemaggiore en mai,. Rappelée à Constantinople, la garde varangienne est envoyée en Bulgarie à la fin de l'année 1041 et contribue à l'écrasement du soulèvement de Pierre Deljan, ce qui vaut à Harald d'être surnommé « le brûleur de Bulgares » (Bolgara brennir) par Þjóðólfr Arnórsson,. À son retour à Constantinople, il est couvert d'honneurs. D'après le Stratégikon de Kékauménos, un livre grec rédigé dans les années 1070, « Araltes » (c'est-à-dire Harald) aurait reçu les faveurs de l'empereur : il est d'abord nommé manglabites après l'expédition de Sicile, puis spatharokandidatos après la campagne de Bulgarie,. Le texte du Stratégikon implique que ces titres se situent aux échelons inférieurs de la hiérarchie impériale.
Après la mort de Michel IV, en décembre 1041, la cour byzantine est secouée par les querelles entre le nouvel empereur Michel V et la puissante impératrice Zoé, veuve de son prédécesseur. Harald ne bénéficie plus de la faveur impériale et se retrouve même emprisonné pour une raison incertaine. D'après les sagas, il a été arrêté pour avoir puisé dans le trésor impérial et exigé la main d'une parente de Zoé ; d'après Guillaume de Malmesbury, pour avoir entretenu des rapports avec une femme de la noblesse ; d'après Saxo Grammaticus, pour meurtre. Il est possible que Michel V ait voulu se protéger d'un Varègue jugé trop loyal envers son prédécesseur. Il existe également plusieurs variantes quant à la manière dont Harald sort de prison. Il pourrait s'être évadé avec une complicité externe, en profitant de la révolte contre Michel V qui éclate en avril 1042. La garde varangienne est divisée : certains de ses membres protègent l'empereur, tandis que d'autres, menés par Harald, apportent leur soutien aux rebelles. En fin de compte, Michel V est aveuglé et envoyé dans un monastère, et les sagas affirment que c'est Harald lui-même qui a crevé les yeux de l'empereur déchu. Au mois de juin, une fois Zoé rétablie sur le trône avec son nouvel époux Constantin IX, Harald demande la permission de rentrer en Norvège, mais l'impératrice refuse. Harald parvient néanmoins à s'échapper par le Bosphore avec deux navires et quelques fidèles. L'un des navires est détruit par les chaînes tendues en travers du détroit, mais l'autre parvient à franchir l'obstacle et permet à Harald de s'enfuir par la mer Noire.

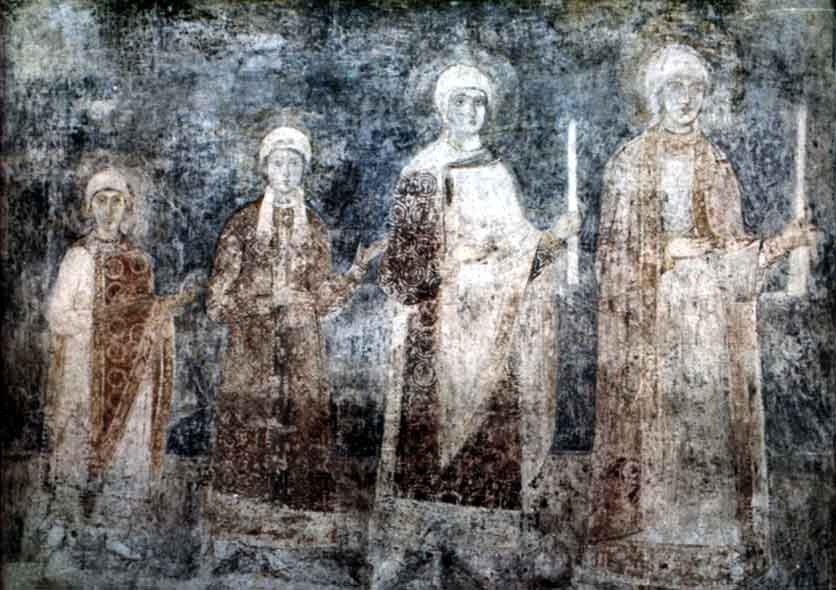
Une fresque du XI à la cathédrale Sainte-Sophie de Kiev représentant les filles de Iaroslav.

Malgré les circonstances de son départ, Kékauménos salue la loyauté du Varègue à l'égard de l'empire, une loyauté qui aurait persisté après l'avènement de Harald au trône de Norvège. D'après Þjóðólfr Arnórsson, il aurait participé à dix-huit grandes batailles en tant que membre de la garde varangienne. Durant cette période, il accumule d'importantes richesses qu'il envoie en Rus', sous la garde de Iaroslav le Sage, pour plus de sûreté. D'après les sagas, cette fortune provient non seulement du butin ramassé sur les champs de bataille, mais aussi de ses participations à trois « pillages de palais » (polutasvarf), un terme pouvant désigner les fonds versés aux Varègues par un nouvel empereur pour s'assurer de leur loyauté, ou bien un véritable pillage de la chambre des comptes du palais impérial au moment d'un changement de régime. Ces trois « pillages de palais » correspondent vraisemblablement aux disparitions de Romain III en 1034, Michel IV en 1041 et Michel V en 1042, trois occasions pour Harald de capter des sommes importantes. C'est sûrement cet argent qui lui permet de financer ses prétentions au trône de Norvège.
Harald retourne en Rus' dans la deuxième moitié de l'année 1042. L'année suivante, Iaroslav le Sage attaque Constantinople ; il bénéficie probablement d'informations apportées par Harald sur l'état de l'empire. C'est durant son second séjour en Rus' que Harald épouse Élisabeth, fille de Iaroslav et petite-fille du roi suédois Olof Skötkonung. Il est possible qu'ils aient été promis l'un à l'autre dès le premier passage de Harald en Russie, ou du moins qu'ils se soient rencontrés. Durant ses années byzantines, Harald compose un poème d'amour qui pourrait mentionner Élisabeth. D'après le Morkinskinna, Harald aurait demandé la main d'Élisabeth durant son premier séjour en Rus', mais le grand-duc aurait refusé en raison de sa pauvreté. Quoi qu'il en soit, c'est un mariage prestigieux pour Harald : les autres enfants de Iaroslav ont en effet épousé des personnalités importantes telles que le roi des Francs Henri Ier, le roi de Hongrie André Ier et la fille de l'empereur Constantin IX.

### Roi de Norvège

#### Le retour au pays

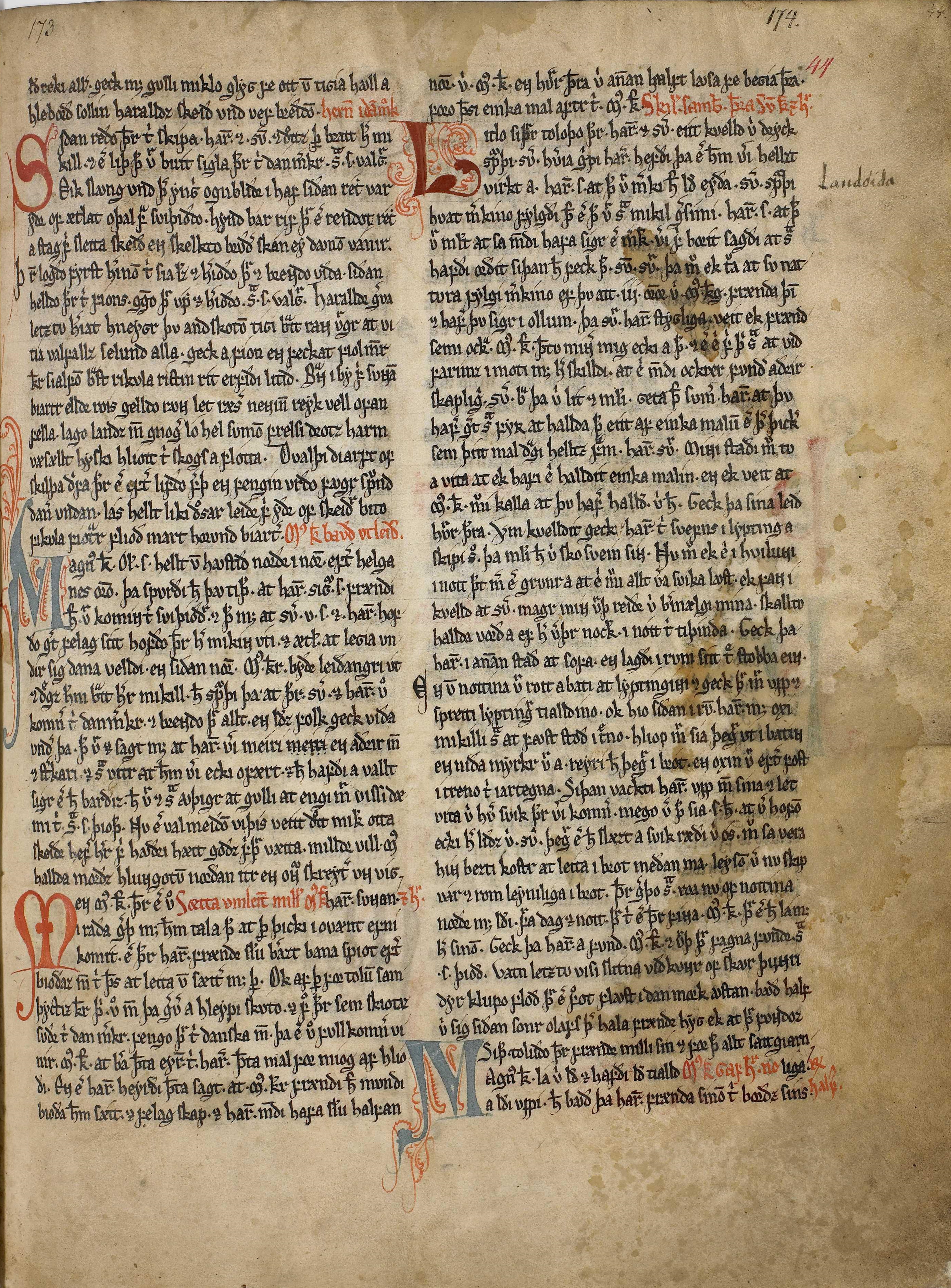
Cette page du Codex Frisianus inclut le passage où la Heimskringla relate la campagne de Harald contre le Danemark, en citant les scaldes Valgarðr á Velli et Þjóðólfr Arnórsson.

Harald quitte Novgorod au début de l'année 1045. Son objectif est de reconquérir le royaume perdu par son demi-frère Olaf quinze ans plus tôt. Son voyage l'amène à Staraïa Ladoga, où il trouve un bateau pour traverser le lac Ladoga, descendre la Neva et entrer dans la Baltique. Il touche terre à Sigtuna, en Suède, à la fin de l'année ou au début de l'année suivante. En son absence, Knut le Grand est mort en 1035 et le trône de Norvège est passé à Magnus le Bon, un fils illégitime d'Olaf. Il est possible que Harald ait été au courant de ce développement et qu'il soit même à l'origine de son retour en Norvège. La position de Magnus en Norvège est particulièrement solide : les fils de Knut, Harold Pied-de-Lièvre et Hardeknut, sont morts jeunes après s'être disputé le trône d'Angleterre, et aucun soulèvement ou crise intérieure n'est attesté durant ses onze années de règne. Il est également élu roi du Danemark après la mort de Hardeknut, en 1042, et parvient à défaire Sven Estridsen, un neveu de Knut qui revendiquait le trône danois.

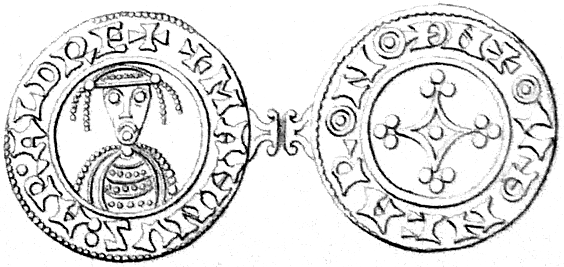
Une pièce de monnaie portant la légende, qui semble faire référence à la royauté conjointe de Magnus et Harald.

Harald s'allie avec Sven Estridsen et le roi suédois Anund Jacob contre Magnus. Le trio mène des raids sur les côtes du Danemark afin de saper l'autorité de Magnus dans la région et d'y asseoir son autorité avant de se tourner vers la Norvège. Les Norvégiens refusent cependant de se tourner contre leur souverain et les conseillers de Magnus lui suggèrent de conclure un accord avec son oncle. Un compromis est atteint en 1046 : Harald devient roi de Norvège (mais pas de Danemark) conjointement avec Magnus, qui conserve la préséance. De son côté, Harald accepte de partager la moitié de sa fortune avec Magnus, qui en a grand besoin. Durant la brève période où ils partagent le pouvoir, Harald et Magnus président chacun leur propre cour, et les rares rencontres connues entre eux manquent de dégénérer en pugilat,.
Magnus meurt sans laisser d'héritier en 1047. Avant de mourir, il décide que la Norvège doit revenir à Harald et le Danemark à Sven. En apprenant la nouvelle, Harald se presse de réunir la noblesse norvégienne et se déclare souverain des deux royaumes. Il annonce son intention d'envahir le Danemark pour en chasser Sven, mais l'armée et la noblesse refusent. Les troupes ramènent également le corps de Magnus en Norvège pour qu'il soit inhumé auprès de son père à Nidaros, contre le vœu de Harald,.

#### Campagnes contre le Danemark

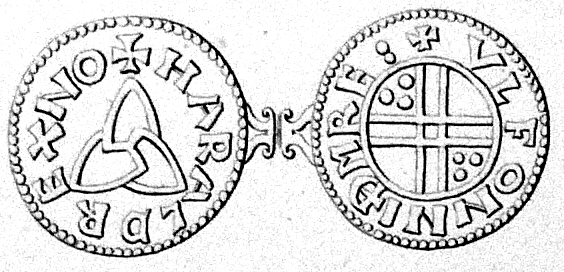
Une pièce frappée sous le règne de Harald. Le triquetra, symbole à la fois chrétien et païen utilisé par Knut le Grand et ses fils, est vraisemblablement repris par Harald dans le cadre de ses prétentions danoises.

Tout au long de son règne, Harald mène des campagnes contre le Danemark afin d'en devenir le roi. Il attaque le royaume voisin presque tous les ans entre 1048 et 1064. Ses attaques prennent le plus souvent la forme de raids côtiers aussi brefs que violents. Ainsi, il ravage le Jutland en 1048, puis pille le comptoir commercial de Hedeby en 1049. Hedeby est alors l'une des villes les plus peuplées et les mieux défendues de Scandinavie, mais elle ne se remet jamais du raid de Harald, et le site est abandonné une quinzaine d'années plus tard,.
Le conflit entre Harald et Sven ne débouche sur des batailles rangées qu'à deux reprises. La première se déroule en 1049. D'après Saxo Grammaticus, l'armée danoise, inférieure en nombre, se jette dans la mer à l'approche des Norvégiens, et la plupart des soldats se noient. La seconde, décisive, a lieu le 9 août 1062 à l'embouchure de la Nissa, un fleuve du Halland. Cette bataille de la Nissa est remportée par Harald, mais c'est une victoire à la Pyrrhus : il n'est pas en mesure d'occuper le Danemark et l'état de guerre prolongé commence à perturber la stabilité de son pays. Un traité de paix inconditionnel est finalement conclu entre les deux rois en 1064, ou 1065 selon la Morkinskinna. Chacun conserve son royaume dans ses frontières d'origine, sans avoir à verser de réparations à l'autre.

#### Troubles domestiques
Rude tâche que de chanter

En vérité la royale vengeance

Qui laissa dévastées

Les terres des Uplandais.

Le sage roi s'est acquis

En ces trois semestres

Un renom si durable

Qu'il vivra toujours.
Au vu de la manière dont il est arrivé au pouvoir, Harald doit convaincre la noblesse norvégienne de le soutenir. C'est pour cette raison qu'il contracte une union avec Tora Torbergsdatter, fille de Torberg Arneson (no) et représentante d'une des plus puissantes familles du pays. Ses rivaux les plus dangereux sont les descendants de Håkon Sigurdsson, de la maison des jarls de Lade, qui bénéficient d'une importante autonomie vis-à-vis du pouvoir central dans leur domaine qui s'étend sur le nord de la Norvège et le Trøndelag. À l'époque de Harald, ils sont représentés par Einar Tambarskjelve, le mari d'une des filles de Håkon. Einar s'entend bien avec Magnus, mais la manière dont Harald cherche à renforcer l'autorité royale ne peut que faire de lui son adversaire,.
Ce sont ses luttes avec l'aristocratie norvégienne qui ont valu à Harald son surnom de harðráði, « au commandement dur ». Les relations entre le roi et Einar, mauvaises dès le départ, dégénèrent jusqu'à l'assassinat d'Einar et de son fils Eindride vers 1050. Les autres descendants de Håkon Sigurdsson envisagent brièvement de se soulever contre Harald, mais celui-ci parvient à négocier une paix avec eux qui dure jusqu'à la fin de son règne,. La région du Trøndelag est dès lors définitivement acquise à Harald.
Les années 1064-1065 sont marquées par des troubles dans la région d'Oppland. Mécontent de n'avoir pas été récompensé pour son rôle dans la bataille de la Nissa, le jarl Håkon Ivarsson (no) profite de sa base territoriale du Värmland, dans la Suède voisine, pour entrer dans l'Oppland et percevoir les impôts des paysans de la région. C'est peut-être cette révolte qui incite le roi de Norvège à conclure la paix avec Sven Estridsen. Comme les percepteurs qu'il envoie ne parviennent pas à faire leur travail, Harald opte pour une méthode plus brutale et fait incendier fermes et villages. Sa campagne débute dans le Romerike et se poursuit dans le Hedmark, le Hadeland et le Ringerike. La confiscation des biens des prospères communautés rurales de la région vient renflouer les caisses de Harald. La Norvège semble de nouveau en paix à la fin de l'année 1065, les adversaires du roi ayant été tués, contraints à l'exil ou au silence,.

### L'invasion de l'Angleterre

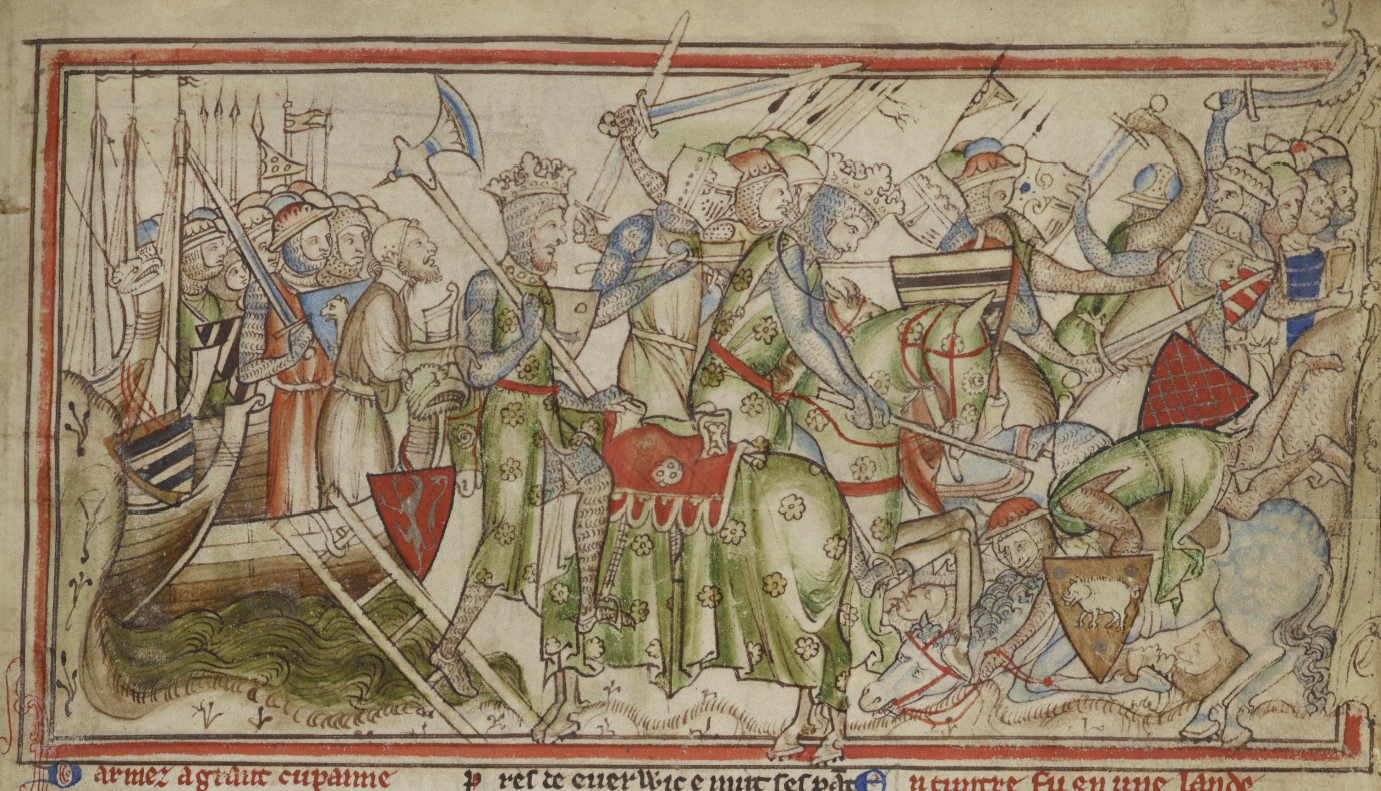
Le débarquement et la bataille de Fulford vus par Matthieu Paris vers 1250-1260, dans une hagiographie d'Édouard le Confesseur.

Une fois la paix conclue avec le Danemark, Harald se tourne vers l'Angleterre, sur laquelle il estime avoir des droits. Ses prétentions s'appuient sur un traité conclu entre son neveu Magnus et Hardeknut en 1038 en vertu duquel le premier à mourir est censé léguer ses domaines à l'autre. Hardeknut étant mort sans laisser d'enfants en 1042, Magnus lui a succédé au Danemark, mais pas en Angleterre, où Édouard le Confesseur, un rejeton de la maison de Wessex, est monté sur le trône. Magnus envisageait d'envahir l'Angleterre en 1045 avant qu'un soulèvement de Sven Estridsen au Danemark ne le contraigne à abandonner ce projet. En tant que successeur de Magnus, Harald se considère également comme l'héritier de l'accord conclu avec Hardeknut. Il est possible qu'il ait envisagé d'intervenir en Angleterre dès les années 1050 : en 1058, le Gallois Gruffydd ap Llywelyn bénéficie du soutien d'une flotte norvégienne menée par Magnus, le fils de Harald, dans sa guerre contre Édouard le Confesseur. Cet épisode lui aurait prouvé qu'il était impossible de mener des combats en Angleterre et au Danemark en même temps.
La mort d'Édouard le Confesseur, en janvier 1066, fournit à Harald l'opportunité de revendiquer le trône d'Angleterre. Il bénéficie d'un allié utile en la personne de Tostig Godwinson, le frère du comte Harold de Wessex qui a été sacré roi dès le lendemain de la mort d'Édouard. Dépouillé de son comté de Northumbrie en 1065, Tostig passe la première moitié de l'année 1066 à piller les côtes anglaises à la tête d'une flotte de pirates flamands. Le contexte de son alliance avec Harald varie selon les sources : les deux hommes pourraient s'être rencontrés en Norvège ou en Écosse, mais il est plus vraisemblable que Tostig ait rallié Harald après son débarquement en Angleterre, leurs communications antérieures s'étant faites par des intermédiaires,.
Quantité périrent dans l'eau

Les hommes sombraient et se noyaient.

Maint homme gît bientôt

Auprès du jeune Mörukar.

Le jeune prince, Olaf fils de Harald,

Pourchassa les Anglais en déroute.

Les guerriers couraient

Devant le vaillant roi.
Harald réunit une flotte à Solund, dans le Sognefjord, et quitte la Norvège au mois d'août. Sa femme Élisabeth l'accompagne, ainsi que son fils Olaf et ses deux filles, mais il prend soin de laisser son autre fils Magnus au pays et de le faire acclamer roi avant son départ. Il fait escale dans les Shetland, puis dans les Orcades, deux archipels contrôlés par la Norvège, où il est rejoint par plusieurs seigneurs et leurs troupes, parmi lesquels Paul et Erlend Thorfinnsson, les comtes des Orcades. Il se rend ensuite à Dunfermline pour y rencontrer le roi d'Écosse Malcolm III, qui lui accorde deux mille hommes. C'est ensuite à Tynemouth, le 8 septembre, que Harald est vraisemblablement rejoint par Tostig. Le roi de Norvège est alors à la tête d'une armée de 10 000 à 15 000 hommes et d'une flotte de 240 à 300 navires,. Tostig n'a que quelques vaisseaux à lui apporter, mais c'est surtout sa connaissance du terrain qui est utile à Harald.
La flotte norvégienne quitte Tynemouth et débarque vraisemblablement à l'embouchure de la Tees. L'armée entre alors dans la région de Cleveland et commence à piller les villages et villes du littoral. Elle ne rencontre aucune résistance jusqu'à Scarborough, qui refuse de se rendre. Harald incendie la ville afin de donner l'exemple. Après avoir obtenu la reddition d'autres villes, la flotte norvégienne remonte le Humber et établit un campement à Riccall. Les comtes Edwin de Mercie et Morcar de Northumbrie (le successeur de Tostig) se portent à la rencontre des envahisseurs à la tête d'une armée et la rencontrent à Fulford, à quelques kilomètres au sud d'York, le 20 septembre. Harald et Tostig remportent une victoire décisive et obtiennent la reddition d'York, deuxième plus grande ville du royaume d'Angleterre, le 24 septembre.

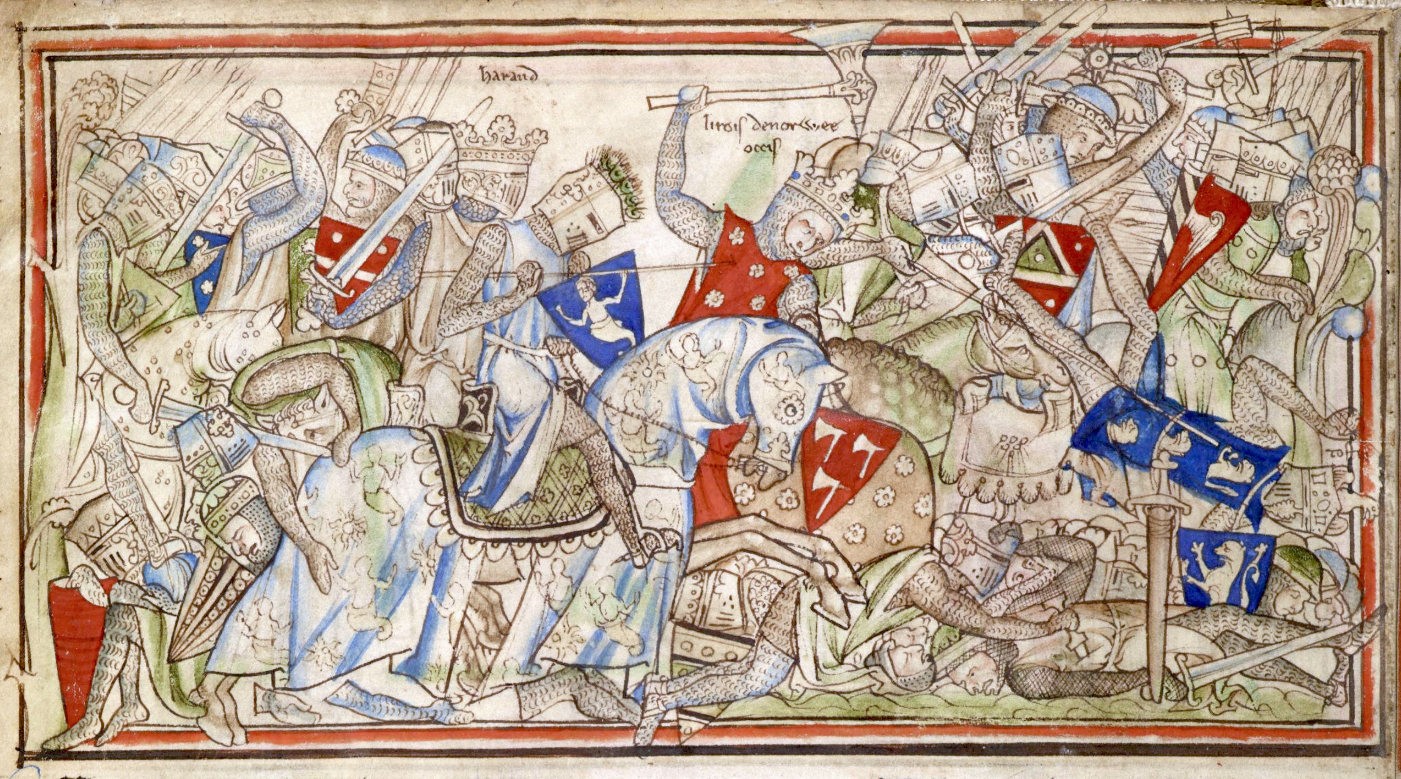
La bataille de Stamford Bridge et la mort de Harald par Matthieu Paris.

Le jour même de la reddition d'York, Harold Godwinson arrive à Tadcaster à la tête de ses troupes. De là, il envoie vraisemblablement des éclaireurs espionner la flotte norvégienne à Riccall, à quelques kilomètres de là. Le matin du 25 septembre, Harald et Tostig quittent Riccall, où ils laissent le tiers de leurs hommes, pour se rendre à Stamford Bridge, où ils doivent rencontrer les habitants d'York pour déterminer la manière dont la ville doit être gouvernée. Les Norvégiens ne s'attendent pas à rencontrer de difficultés et ne portent que des armures légères. Harald n'ayant pas laissé de troupes à York, l'armée anglaise n'a aucun mal à traverser la ville pour attaquer les envahisseurs à Stamford Bridge. Pris par surprise et en infériorité numérique, les Norvégiens subissent une défaite cinglante. Harald, en état de berserksgangr, est tué d'une flèche dans la gorge vers le début de l'affrontement,.

## Unions et descendance
Harald Hardrada contracte deux unions :
1. vers 1045 avec Élisabeth (Ellisif), fille de Iaroslav le Sage, grand-prince de Kiev, dont :
  - Marie (morte le 25 septembre 1066), promise à Eystein Orre « Coq de bruyère », fils de Torberg Arneson (no), elle meurt subitement aux Orcades le jour même où son père et son fiancé sont tués ;
  - Ingegerd (morte en 1120), épouse en premières noces le futur roi danois Oluf Hunger, puis en secondes noces le futur roi suédois Philippe Halsteinsson.
2. vers 1048 avec Tora Torbergsdatter, fille de Torberg Arneson (no), dont :
  - Magnus (vers 1049 – 1069), roi de Norvège de 1066 à 1069 ;
  - Olaf Kyrre (vers 1050 – 1093), roi de Norvège de 1067 à 1093.

Régis Boyer estime que « Thora n'a pas été l'épouse de Harald mais seulement sa concubine. Le concubinage faisait partie des mœurs de l'époque ».

## Postérité

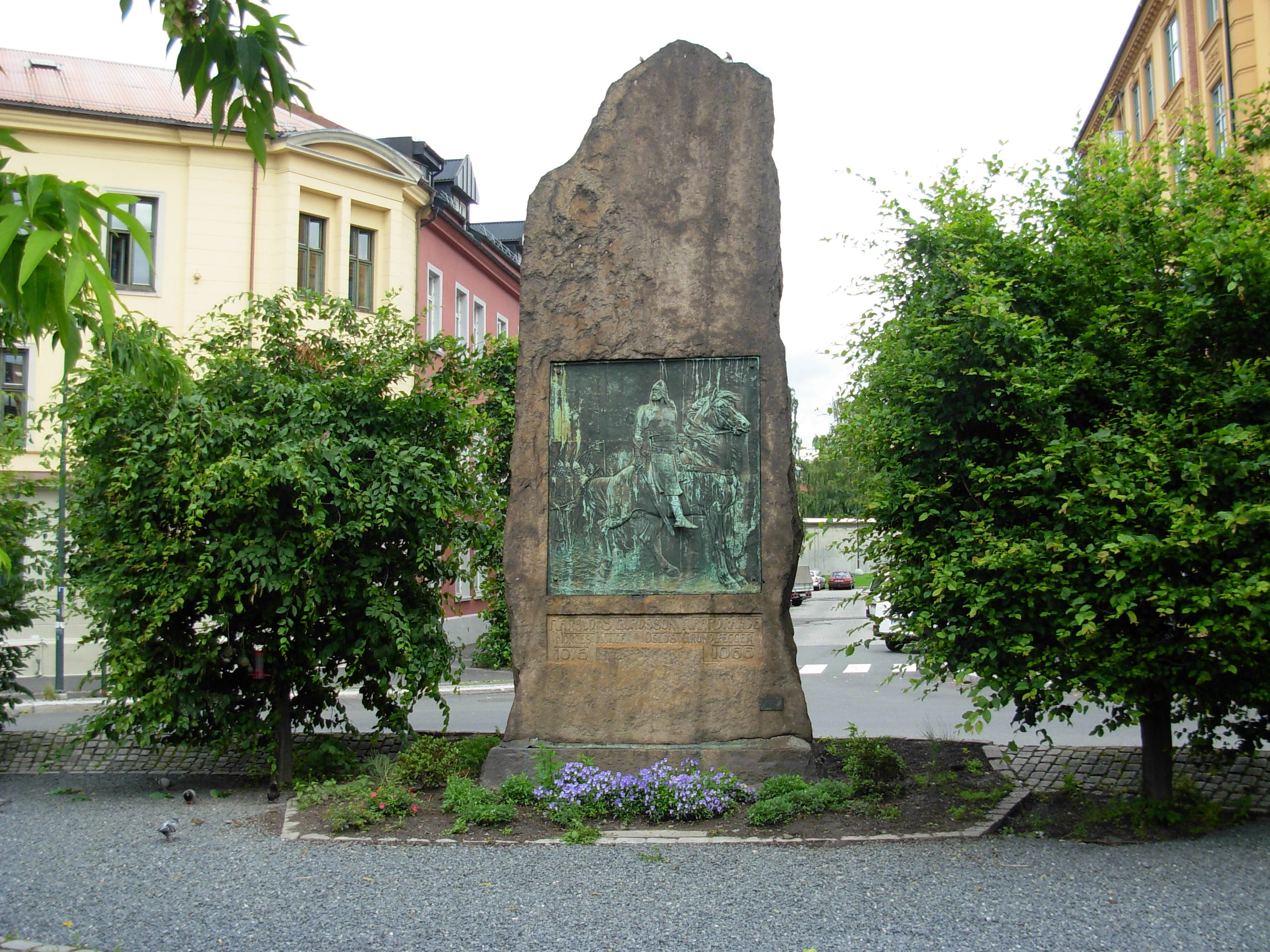
Le monument à Harald sur la Harald Hårdrådes plass d'Oslo.

Mort à cinquante ans environ, Harald est le premier roi de Norvège à atteindre un âge aussi avancé depuis Harald à la Belle Chevelure. Si sa poigne de fer nuit à sa popularité dans son propre pays, il n'en demeure pas moins un guerrier exceptionnel et un général remarquable, ce qui lui vaut une place particulière dans la Heimskringla, la saga des rois de Norvège écrite par Snorri Sturluson au XIIIe siècle :

« C'était l'opinion générale que le roi Harald avait surpassé tous les autres hommes en sagesse et en sagacité, qu'il dut agir rapidement ou faire des plans à long terme, pour lui-même ou pour d'autres. Aux armes, c'était le plus vaillant des hommes. Il avait aussi la chance de remporter la victoire […] Le roi Harald était un bel homme, de noble prestance, blond de cheveux et de barbe, avec de longues moustaches; l'un de ses sourcils était un peu plus élevé que l'autre ; il avait de grandes mains et de grands pieds, bien faits les unes et les autres. Il était haut de cinq aunes. Il était cruel pour ses ennemis et impitoyable pour toute opposition qu'on lui faisait. »

— Heimskringla, chapitre 99, § 87-88
La taille imposante de Harald est l'objet d'une anecdote rapportée par Snorri, ainsi que par le chroniqueur anglais Henri de Huntingdon. Avant la bataille de Stamford Bridge, Harold Godwinson aurait offert à Tostig de lui rendre son comté de Northumbrie, promettant à son allié Harald « sept pieds de terre ou d'autant plus qu'il est plus grand que les autres hommes ».
Le moine Théodoricus, contemporain de Snorri, décrit Harald comme « un homme vaillant, de bon conseil, hardi aux armes, ferme de propos et ambitieux », tandis que l'Ágrip note qu'« il gouverna avec grande fermeté encore que pacifiquement. Et il n'y eut pas d'autre roi qui, de tous les hommes, fut aussi grand par la sagacité et l'esprit d'entreprise. »

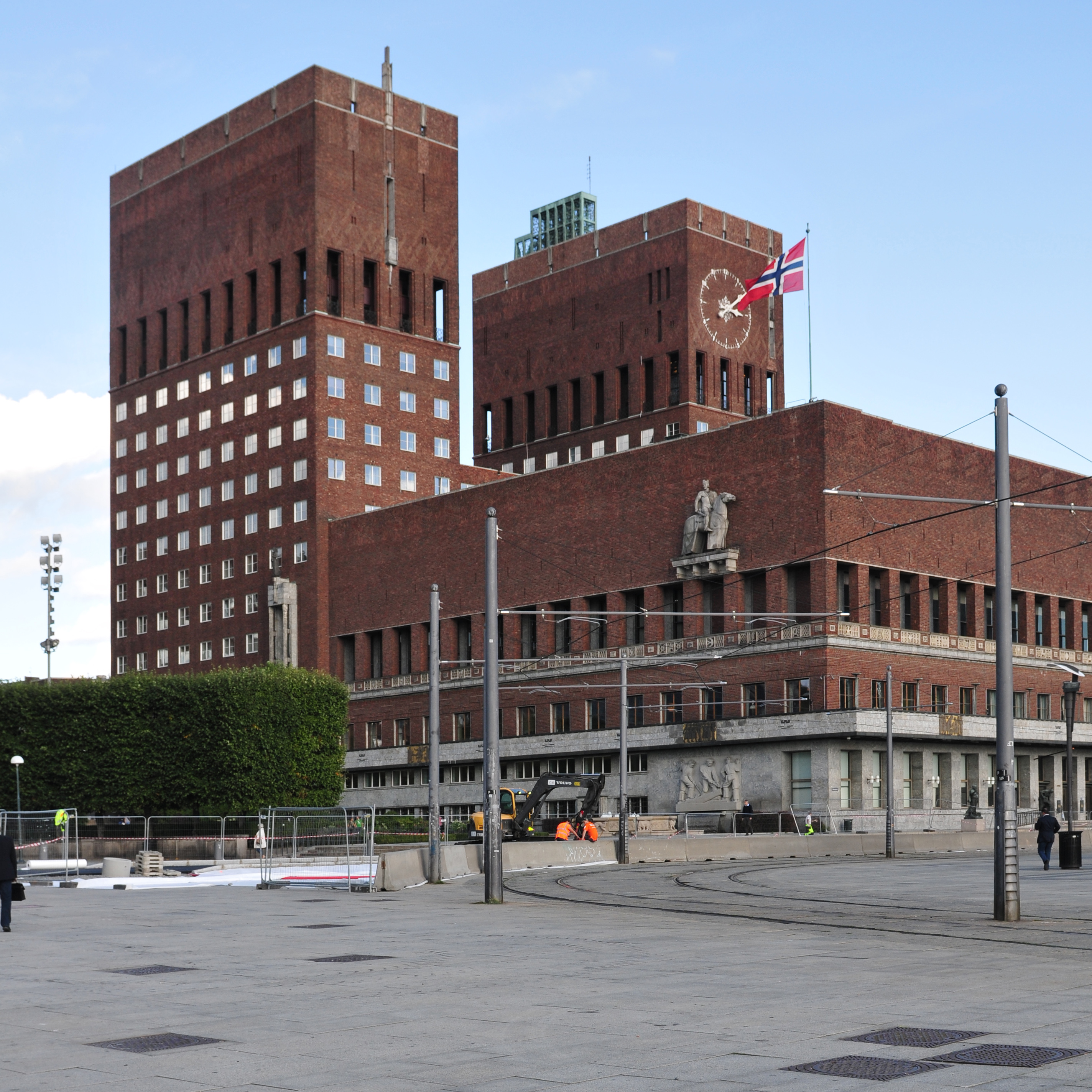
La façade de l'hôtel de ville d'Oslo.

En revanche, Adam de Brême, contemporain du roi, en fait un personnage beaucoup moins recommandable :

« Le roi Harald, par sa cruauté, l'emporta sur tous les tyrans. Nombre d'églises furent alors détruites sur ses ordres, et bien des chrétiens périrent sous la torture. […] De retour chez lui, il ne cessa de faire la guerre. Il se répandit dans le Nord comme le tonnerre, et frappa les îles danoises d'un malheur fatal, pilla toutes les provinces maritimes du pays slave, soumit les Orcades et étendit jusqu'en Islande un empire sanglant. Régnant sur bien des peuples il fut haï de tous pour sa cruauté et son goût du lucre. »

— Histoire des archevêques de Hambourg, livre III, chapitre 17
Il note également que l'archevêque le stigmatise de s'approprier les offrandes apportées sur la tombe de saint Olaf pour les distribuer à ses hommes de guerre.
Snorri décrit Harald Hardrada comme le fondateur de la ville d'Oslo. Bien que le site ait été occupé avant son époque, il contribue à son développement, notamment par la fondation d'une église dédiée à la Vierge Marie. En 1905, un monument en l'honneur du roi est inauguré sur la place qui porte son nom (Harald Hårdrådes plass), dans la vieille ville. Il s'agit d'un bas relief en bronze du sculpteur norvégien Lars Utne (no) représentant Harald à cheval. Un autre bas relief de Harald à cheval apparaît sur la façade occidentale de l'hôtel de ville d'Oslo. Œuvre d'Anne Grimdalen (en), il a été inauguré en 1950.
Harald est l'un des personnages principaux de la série télévisée Vikings: Valhalla dans laquelle il est incarné par l'acteur britannique Leo Suter.

### Sources primaires
- Adam de Brême et Jean-Baptiste Brunet-Jailly (traduction et présentation), Histoire des archevêques de Hambourg, Gallimard, 1998 (ISBN 2-07-074464-7).
- Snorri Sturluson et Régis Boyer (traduction et présentation), La saga de Harald l'impitoyable, Payot, 1979 (ISBN 2-228-33630-0).

### Sources secondaires
- (en) Sverre Bagge, « Harald Hardråde i Bysants. To fortellinger, to kulturer », dans Øivind Andersen et Tomas Hägg, Hellas og Norge: kontakt, komparasjon, kontrast : en artikkelsamling, Université de Bergen, 1990 (ISBN 82-991411-3-3).
- (en) John Beeler, Warfare in Feudal Europe : 730-1200, Cornell University, 1971 (ISBN 978-0-8014-9120-7).
- (en) Mikhail Bibikov, « Byzantine Sources for the History of Balticum and Scandinavia », dans Ivo Volt et Janika Päll, Byzanto-Nordica 2004, Tartu University Press, 2004 (ISBN 9949-11-266-4).
- (en) Sigfús Blöndal (trad. Benedikt Benedikz), The Varangians of Byzantium, Cambridge University Press, 2007 (ISBN 978-0-521-21745-3).
- (en) Kelly DeVries, The Norwegian Invasion of England in 1066, Boydell & Brewer, 1999 (ISBN 978-0-85115-763-4).
- (en) Christopher Gravett et David Nicolle, The Normans : Warrior Knights and Their Castles, Osprey, 2007 (ISBN 978-1-84603-218-9).
- (no) Kim Hjardar et Vegard Vike, Vikinger i krig, Spartacus, 2011 (ISBN 978-82-430-0475-7).
- (no) Claus Krag, Vikingtid og rikssamling 800-1130, Oslo, Aschehoug, 1995, p. 92-93 & 171.
- (no) Ole Georg Moseng, Norsk historie : 750-1537, vol. 1, Aschehoug, 1999 (ISBN 978-82-518-3739-2).
- (no) Per G. Norseng, « Harald Hardråde », dans Store norske leksikon, 9 février 2017 (lire en ligne).
- (no) Kolbjørn Skaare, Norges mynthistorie : mynter og utmyntning i 1000 år, pengesedler i 300 år, Numismatikk i Norge, vol. 1, Oslo, Universitetsforlaget, 1995 (ISBN 82-00-22666-2).
- (no) Halvor Tjønn, Harald Hardråde, Saga Bok/Spartacus, coll. « Sagakongene », 2010 (ISBN 978-82-430-0558-7).